# Новочеркасская
«Новочерка́сская» (до 1 июля 1992 года — «Красногварде́йская») — станция Петербургского метрополитена. Расположена на четвёртой (Лахтинско-Правобережной) линии между станциями «Площадь Александра Невского» и «Ладожская».
Станция открыта под названием «Красногвардейская» 30 декабря 1985 года в составе участка «Площадь Александра Невского-2» — «Проспект Большевиков». Название было дано по советскому наименованию Новочеркасского проспекта (в 1983—1990 годах — Красногвардейский). В июле 1992 года в связи с переименованием проспекта получила название «Новочеркасская».

## Вестибюль

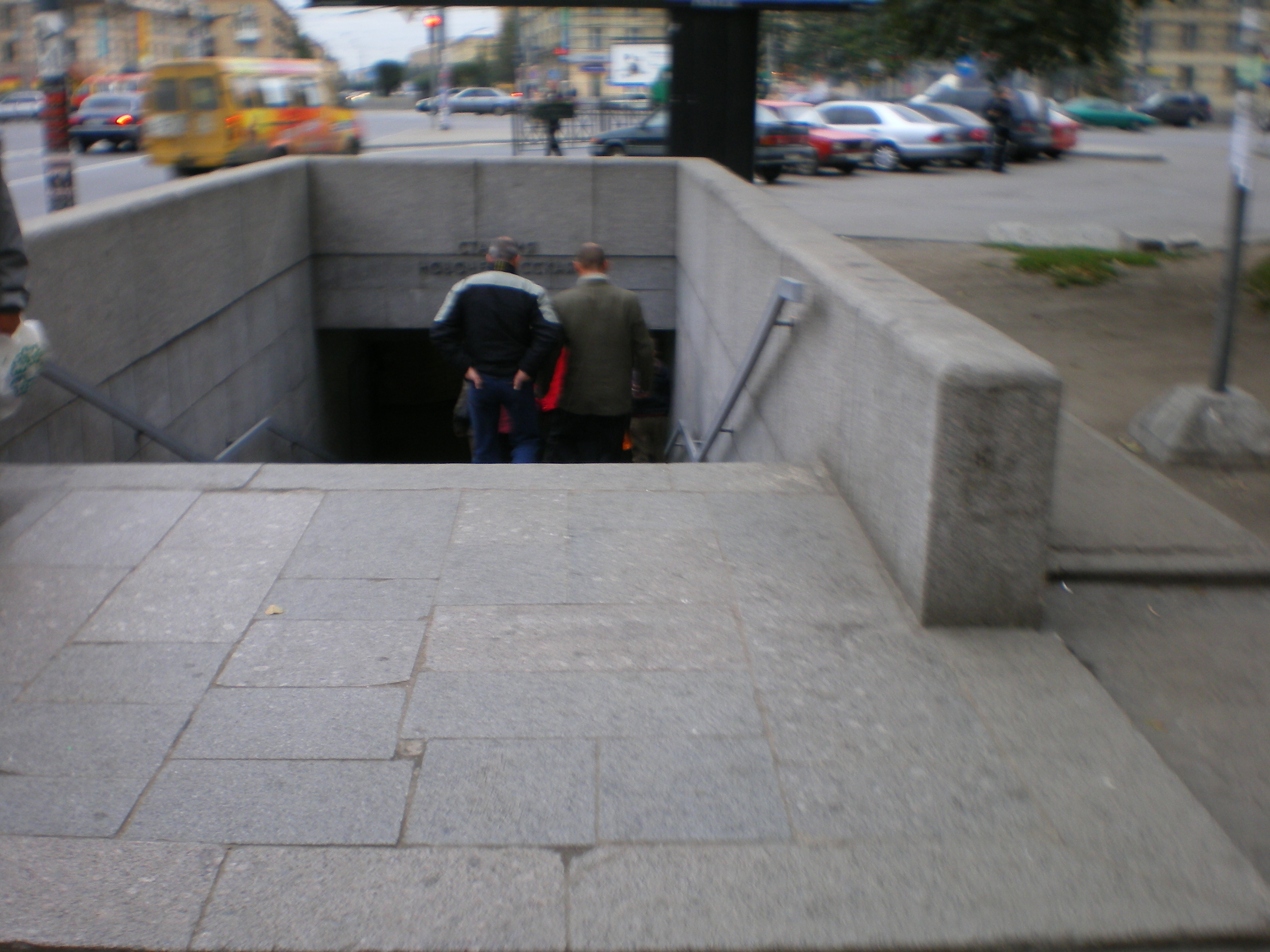
Вход в подземный переход с площади

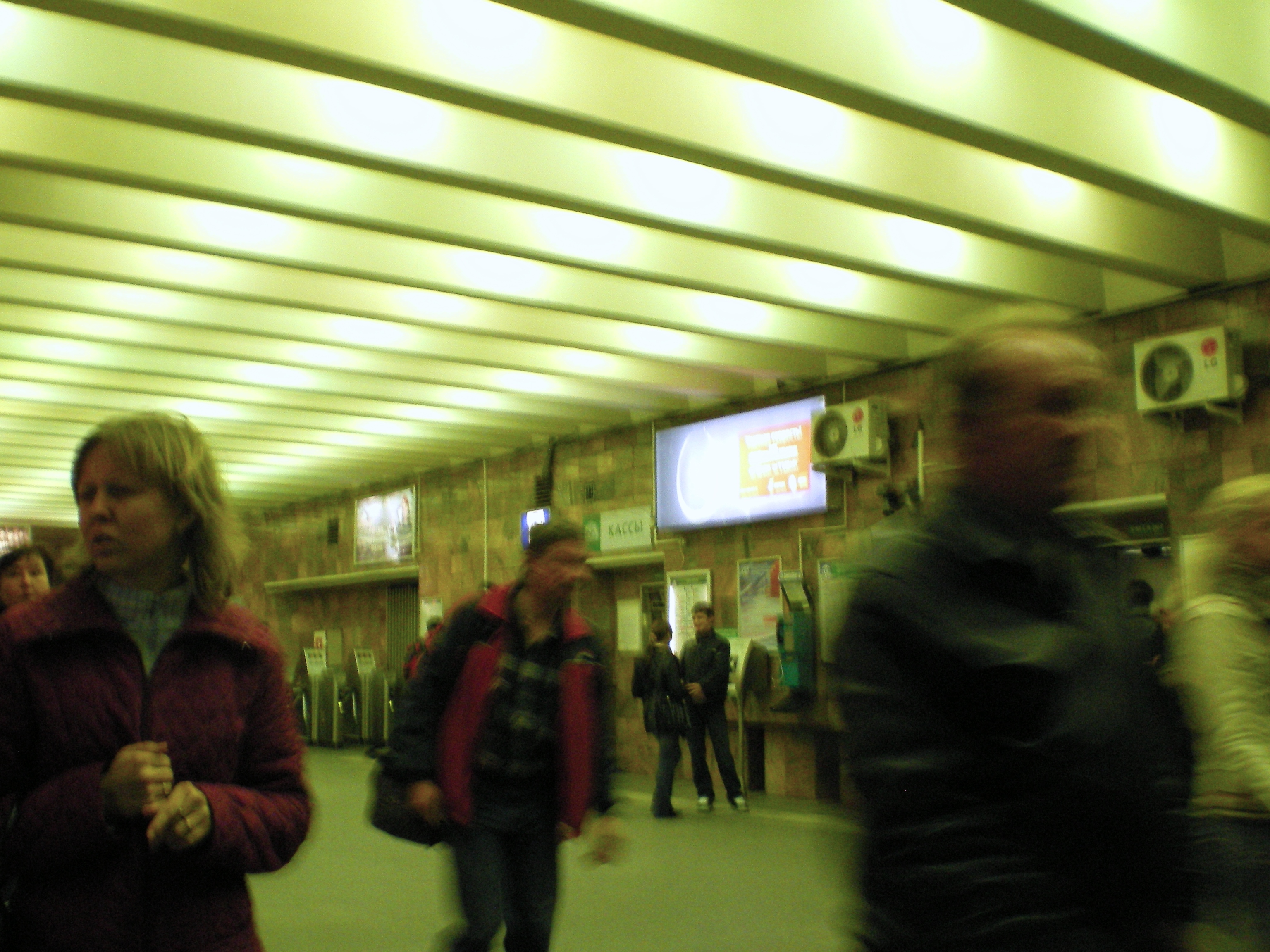
Вестибюль станции, кассы

Станция не имеет наземного павильона, подуличный вестибюль расположен под Заневской площадью на пересечении Заневского и Новочеркасского проспектов. Вестибюль в комплексе с подземными пешеходными переходами выполнен по проекту архитекторов В. Г. Хильченко, В. Г. Чехмана и А. С. Гецкина.
В отделке стен вестибюля использован мрамор красных тонов. Над эскалаторным ходом расположен подсвеченный витраж «Побеждающая революция» (художники В. П. Гусаров и В. Г. Леканов).

### Подземный пешеходный переход под Заневской площадью
Под землёй, по всему периметру площади устроен общий замкнутый коридор шириной 6 метров с двенадцатью спусками с тротуаров и от трамвайных остановок. Стены подземного перехода облицованы керамической плиткой. Над входами в переход надпись алюминиевыми буквами: «Станция Новочеркасская». На ночь доступ пешеходов в переход перекрывается металлическими решётками.
Со стороны Невы коридор образует аванзал шириной 15 метров, в котором размещаются встроенные торговые киоски. Из аванзала лестничный спуск ведет в собственно вестибюль — эскалаторный зал, к которому с двух сторон примыкают служебно-технические помещения.

## Архитектура и оформление
«Новочеркасская» — односводчатая станция глубокого заложения (глубина ≈ 61 м). Подземный зал сооружён по проекту архитекторов В. Г. Хильченко, В. Г. Чехмана и А. С. Гецкина (институт Ленметрогипротранс).
Тематика художественного оформления станции посвящена борьбе Красной гвардии Петрограда за Советскую власть. В облицовке путевых стен применён красноватый мрамор. Рисунок пола выложен из светло-серых гранитных плит с включениями мелких плит красного оттенка.
По центральной оси станции подвешены семь люстр кольцевой формы. Внутри колец были расположены трубчато-ленточные построения из анодированного алюминия, символизировавшие знамёна, но после переименования станции в 1992 году они были демонтированы.
Торец станции по замыслу архитекторов должен был украшать выполненный из полированного мрамора рельеф, символизирующий непобедимость красногвардейцев, но идея реализована не была, и в торце платформенного зала установлен только задник из полированного мрамора.
Наклонный ход, содержащий три эскалатора, расположен в западном торце станции; в 2017 году светильники наклонного хода были заменены со «световых столбиков» на «факелы». Освещение нижнего эскалаторного зала решено в виде оригинальных светильников из гнутой меди, расположенных на рифлёной стене зала. Их срезанные под острым углом вершины образуют пятилучевые очертания, сквозь которые проливаются пучки света.
В 1992 году, после переименования станции, надпись с названием на путевой стене была оставлена, только буквы были переставлены местами. Единственными буквами, которых не хватило для нового названия, стали буквы Ч и О, поэтому они были добавлены в надпись, при этом была использована отличная от имевшейся гарнитура шрифта. Из-за этого заметно существенное отличие новой буквы Ч от других. Вторая буква О была сделана как копия первой. К тому же буквы, подвергшиеся перестановке, были установлены неровно. Силами метрополитена в ночь с 10 на 11 октября 2011 года буква Ч была приведена к стандарту используемой гарнитуры в названии станции.

## Ремонт 2013 года
В октябре 2013 года Петербургский метрополитен объявил конкурс на проведение капитального ремонта вестибюля станции, выделив на эти цели 235 млн рублей.
Ремонтные работы, начавшиеся 5 декабря 2013 года, проводились без закрытия станции и включали капитальный ремонт трёх эскалаторов, ремонт подземного перехода, замену гидроизоляции, ремонт полов и облицовки стен, ремонт служебных помещений.
В декабре 2015 года был закончен ремонт эскалаторов, и станция заработала в обычном режиме.

## Наземный городской транспорт

#### Автобусы
| №   | Пересадки | Конечный пункт 1           | Конечный пункт 2            |
| --- | --- | -------------------------- | --------------------------- |
| 5   | Ломоносовская | Ладожская Ладожский вокзал | улица Грибакиных            |
| 24  | Адмиралтейская Невский проспект Гостиный двор Маяковская Площадь Восстания Московский вокзал Площадь Александра Невского Ладожская Ладожский вокзал                               | Василеостровская           | Хасанская улица             |
| 27  | Адмиралтейская Невский проспект Гостиный двор Маяковская Площадь Восстания Московский вокзал Площадь Александра Невского Ладожская Ладожский вокзал                               | Театральная площадь        | Белорусская улица           |
| 46  | Площадь Александра Невского Чернышевская Горьковская Петроградская Черная речка                                                                                                   | Ладожская Ладожский вокзал | Вазаский переулок           |
| 132 | Пискарёвка | Ручьи                      | Площадь Александра Невского |
| 174 | - | Белорусская улица          | Гранитная улица             |
| 183 | Пискарёвка Ручьи | Ладожская Ладожский вокзал | ЖК «Новая Охта»             |
| 191 | Чкаловская Спортивная Адмиралтейская Невский проспект Гостиный двор Маяковская Площадь Восстания Московский вокзал Площадь Александра Невского Проспект Большевиков Улица Дыбенко | Петроградская              | АС «Река Оккервиль»         |
| 206 | Пискарёвка Ручьи Академическая | Таллинская улица           | Северная площадь            |
| 295 | Академическая Гражданский проспект | Ладожская Ладожский вокзал | Суздальский проспект        |

#### Троллейбусы
| №  | Пересадки | Конечный пункт 1               | Конечный пункт 2           |
| -- | --- | ------------------------------ | -------------------------- |
| 1  | Спортивная Адмиралтейская Невский проспект Гостиный двор Маяковская Площадь Восстания Московский вокзал Площадь Александра Невского                 | Петроградская Ординарная улица | Улица Маршала Тухачевского |
| 7  | Спортивная Адмиралтейская Невский проспект Гостиный двор Маяковская Площадь Восстания Московский вокзал                                             | Петровская площадь             | Таллинская улица           |
| 22 | Адмиралтейская Невский проспект Гостиный двор Маяковская Площадь Восстания Московский вокзал Площадь Александра Невского Ладожская Ладожский вокзал | площадь Труда                  | Хасанская улица            |
| 33 | Проспект Большевиков | Чернышевская                   | Проспект Солидарности      |

#### Трамваи
| №  | Пересадки                                              | Конечный пункт 1                  | Конечный пункт 2           |
| -- | ------------------------------------------------------ | --------------------------------- | -------------------------- |
| 10 | Проспект Большевиков                                   | улица Передовиков                 | Проспект Солидарности      |
| 23 | Улица Дыбенко                                          | Площадь Ленина Финляндский вокзал | Проспект Солидарности      |
| 30 | Площадь Александра Невского                            | Перекупной переулок               | Ладожская Ладожский вокзал |
| 39 | Площадь Александра Невского Ломоносовская Пролетарская | Перекупной переулок               | Трамвайный парк № 7        |
| 65 | Площадь Александра Невского Проспект Большевиков       | Невский завод                     | к/ст «Река Оккервиль»      |